# Torneo Argentino B 2010-11
El Torneo Argentino B 2010-11 fue la decimosexta temporada del Torneo Argentino B. Correspondiente a la cuarta división del fútbol argentino. Se desarrolló entre el 5 de septiembre de 2010 y junio de 2011.
Estuvo organizado en un sistema de cuatro fases.

## Ascensos y descensos

### Torneo Argentino A
Descendieron directamente del Torneo Argentino A Ben Hur de Rafaela y Juventud de Pergamino. Ascendieron directamente al Argentino A Douglas Haig y Central Norte. En las promociones, Alumni mantuvo la categoría al ganarle 3-0 (global) a Unión de Villa Krause y Villa Mitre también la mantuvo al empatar 0-0 (global) con La Emilia y contar con ventaja deportiva por pertenecer a una división mayor.

### Torneo del Interior
Ascendieron directamente del Torneo Argentino C Complejo Deportivo Teniente Origone, Argentinos y Sarmiento. Descendieron directamente al Torneo Argentino C Atlético Argentino, La Florida y Luján de Cuyo. En las promociones, Altos Hornos Zapla ascendió del Argentino C al vencer por 4-1 (global) a Real Arroyo Seco; descendiendo el segundo, Atlético Paraná ascendió al vencer por 5-2 (global) a Defensores de Salto; descendiendo el segundo, e Independiente (Tandil) mantuvo la categoría al vencer por 6-1 (global) a Ferrocarril Oeste.

## Sistema de disputa

### Primera fase
Se dividieron a los 48 equipos en 7 zonas: 1 integrada por 6 equipos y 6 por 7. Se llevará a cabo por el sistema de puntos en cada una de las zonas, las cuales jugarán todos contra todos a cuatro ruedas (dentro de su zona), en dobles partidos de ida y vuelta. Pasarán de ronda el primero y el segundo de cada zona y los dos mejores terceros de las zonas integradas por siete clubes, quedando así 16 clasificados a la siguiente fase.

### Segunda fase
Estará integrada con los dieciséis clasificados de la Primera fase y se disputará de la siguiente forma: se los divide en cuatro zonas de 4 equipos cada una, los que jugarán a dos ruedas de partidos entre sí dentro de la zona por suma de puntos iniciando la disputa de esta fase con puntaje 0 todos los participantes.
Pasarán de ronda el primero y el segundo de cada zona, quedando así 8 clasificados a la siguiente fase.

### Tercera fase
Estará integrada por los ocho clasificados de la Segunda fase y se disputará por eliminación directa, a doble partido, uno en cada sede. Pasarán de ronda los cuatro ganadores.

### Cuarta fase
Estará integrada con los cuatro (4) clasificados de la Tercera fase y se disputará por eliminación directa, a doble partido uno en cada sede.
Los dos (2) ganadores ascienden al Torneo Argentino A 2011/12, mientras que los dos perdedores habrán adquirido el derecho a disputar encuentros promocionales con dos club de esta Categoría A Edición 2010/11.

### Régimen de Descenso
Finalizado el Torneo Argentino B 2010/11, se confeccionará la Tabla general de Promedios de Puntos obtenidos en la Primera fase (se determinan dividiendo los puntos por la cantidad de partidos jugados), los tres (3) equipos de menor promedio (posiciones 46, 47 y 48) descenderán al Torneo del Interior 2012, y los tres (3) siguientes de menor promedio (posiciones 43, 44 y 45) promocionarán con tres (3) clubes del Torneo del Interior 2012.

## Distribución geográfica de los equipos
Equipos que clasificaron al nonagonal en Negrita, equipo campeón de la temporada en Cursiva. Nombres Completos de los equipos.
| Región                                   | Cant. | Equipos |
| ---------------------------------------- | ----- | --- |
| Catamarca                                | 1     | Policial |
| Chaco                                    | 1     | Chaco For Ever |
| Chubut                                   | 2     | Deportivo Madryn y Huracán (CR) |
| Córdoba                                  | 5     | 9 de Julio (M), Tiro Federal (M), General Paz Jrs, Atenas y Teniente Origone |
| Corrientes                               | 1     | Textil Mandiyú |
| Entre Ríos                               | 3     | Atlético Paraná Juventud Unida (G) y Colegiales (C) |
| Formosa                                  | 1     | Sportivo Patria |
| Interior de la Provincia de Buenos Aires | 12    | Bella Vista, Racing (O), Argentino (25M), Defensores de Belgrano, Club Atlético El Linqueño, La Emilia, Juventud (P) Ferro Carril Sud Alvarado, Liniers, Independiente y Grupo Universitario |
| Jujuy                                    | 2     | Talleres (P) y Altos Hornos Zapla |
| Mendoza                                  | 3     | Guaymallén, Gimnasia (M) y San Martín (M) |
| Misiones                                 | 1     | Guaraní Antonio Franco |
| Neuquén                                  | 1     | Independiente |
| Río Negro                                | 2     | Deportivo Cruz del Sur y Gral. Roca |
| San Juan                                 | 4     | Unión (VK), Trinidad, Juventud Alianza y Club Del Bono |
| Salta                                    | 1     | Gimnasia y Tiro |
| Santa Cruz                               | 1     | Boca Juniors (RG) |
| Santa Fe                                 | 3     | Ben Hur, Sportivo AC y San Jorge |
| Santiago del Estero                      | 1     | Sarmiento |
| Tucumán                                  | 3     | Concepción FC Concepción Famaillá |

## Equipos participantes
|        |  |  |  |
| Zona 1 |  |  |  |

| | | | |
| Club Boca Río Gallegos Ciudad: Río Gallegos Estadio: Defensores del Carmen Capacidad: - Liga de origen: Liga de fútbol Sur | Deportivo Cruz del Sur Ciudad: Ñirihuau Estadio: Municipal Bariloche Capacidad: - Liga de origen: Liga de fútbol de Bariloche                                    | Club Social y Deportivo Madryn Ciudad: Puerto Madryn Estadio: Coliseo del Golfo Capacidad: 6.000 Liga de origen: Liga de fútbol Valle del Chubut | Club Deportivo Roca Ciudad: General Roca Estadio: Luis Maiolino Capacidad: 10.000 Liga de origen: Liga Deportivo Confluencia |
| | Club Atlético Huracán Ciudad: Comodoro Rivadavia Estadio: Municipal de Comodoro Rivadavia Capacidad: 12.000 Liga de origen: Liga de Fútbol de Comodoro Rivadavia | Club Atlético Independiente Ciudad: Neuquén Estadio: José Rosas y Perito Moreno Capacidad: 9.000 Liga de origen: Liga de fútbol del Neuquén      | |
| | | | |

|        |  |  |  |
| Zona 2 |  |  |  |

| | | | |
| Club Atlético Alvarado Ciudad: Mar del Plata Estadio: José María Minella Capacidad: 35.354 Liga de origen: Liga Marplatense de fútbol | Club Bella Vista Ciudad: Bahía Blanca Estadio: Ignacio Nicolás Capacidad: 4.000 Liga de origen: Liga del Sur | Fútbol Club Ferro Carril Sud Ciudad: Olavarría Estadio: - Capacidad: - Liga de origen: Liga de fútbol de Olavarría | Grupo Universitario Ciudad: Tandil Estadio: Municipal General San Martín Capacidad: 8.762 Liga de origen: Liga Tandilense de fútbol |

|  | | | |  |
|  | Club Independiente Ciudad: Tandil Estadio: - Capacidad: - Liga de origen: Liga Tandilense de fútbol | Club Atlético Liniers Ciudad: Bahía Blanca Estadio: Alejandro Pérez Capacidad: 15.000 Liga de origen: Liga del Sur | Racing Athletic Club Ciudad: Olavarría Estadio: José Buglione Martinese Capacidad: 11.000 Liga de origen: Liga de fútbol de Olavarría |  |
|  | | | |  |

|        |  |  |  |
| Zona 3 |  |  |  |

| | | | |
| Club Atlético Argentino Ciudad: 25 de Mayo Estadio: - Capacidad: - Liga de origen: Liga de fútbol de Villarino | Club Atlético y Social Defensores de Belgrano Ciudad: Villa Ramallo Estadio: Salomón Boeseldín Capacidad: - Liga de origen: Liga Nicoleña de fútbol | Club Atlético El Linqueño Ciudad: Lincoln (localidad) Estadio: Leonardo Costa Capacidad: - Liga de origen: Liga Amateur de Deportes | Club Atlético Juventud Ciudad: Pergamino (Buenos Aires) Estadio: Bicentenario Capacidad: 9.300 Liga de origen: Liga de fútbol Pergamino |

|  | | | |  |
|  | Juventud Unida Ciudad: Gualeguaychú Estadio: Municipal de Gualeguaychú Capacidad: - Liga de origen: Liga Departamental de fútbol de Gualeguaychú | Club Social y Deportivo La Emilia Ciudad: La Emilia Estadio: Jacinto Gato López Capacidad: - Liga de origen: Liga Nicoleña de fútbol | Sportivo Atlético Club Ciudad: Las Parejas Estadio: Megaestadio Sportivo Las Parejas Capacidad: - Liga de origen: Liga Cañadense de fútbol |  |
|  | | | |  |

|        |  |  |  |
| Zona 4 |  |  |  |

| | | | |
| Asociación Deportiva 9 de Julio Ciudad: Morteros Estadio: La Villa de los Deportes Capacidad: 5.000 Liga de origen: Liga Regional de Fútbol San Francisco | Club Sportivo y Biblioteca Atenas Ciudad: Río Cuarto Estadio: 9 de Julio Capacidad: 7.000 Liga de origen: Liga Regional de fútbol de Río Cuarto | Club Atlético San Jorge Ciudad: San Jorge Estadio: Polideportivo Raúl Novaira Capacidad: - Liga de origen: Liga Departamental de fútbol San Martín | Club Sportivo Ben Hur Ciudad: Rafaela Estadio: Parque Capacidad: 12.000 Liga de origen: Liga Rafaelina de fútbol |

|  | | | |  |
|  | Club Complejo Deportivo Teniente Origone Ciudad: Justiniano Posse Estadio: - Capacidad: - Liga de origen: Liga Bellvillense de fútbol | Club Atlético General Paz Juniors Ciudad: Córdoba Estadio: General Paz Juniors Capacidad: 16.000 Liga de origen: Liga Cordobesa de Fútbol | Tiro Federal y Deportivo Morteros Ciudad: Morteros Estadio: Bautista Monetti Capacidad: 5.500 Liga de origen: Liga Regional de Fútbol San Francisco |  |
|  | | | |  |

|        |  |  |  |
| Zona 5 |  |  |  |

| | | | |
| Club Atlético Gimnasia y Esgrima Ciudad: Mendoza Estadio: Víctor Antonio Legrotaglie Capacidad: 11.500 Liga de origen: Liga Mendocina de Fútbol | Club Deportivo y Social Guaymallén Ciudad: Departamento Guaymallén Estadio: Hugo Pedro Alastra Capacidad: 5.100 Liga de origen: Liga Mendocina de fútbol | Club Atlético de la Juventud Alianza Ciudad: Santa Lucía Estadio: San Juan del Bicentenario Capacidad: 25.286 Liga de origen: Liga Sanjuanina de fútbol | Atlético Club San Martín Ciudad: San Martín Estadio: General José de San Martín Capacidad: 9.000 Liga de origen: Liga Mendocina de fútbol |

|  | | | |  |
|  | Club Sportivo Juan Bautista Del Bono Ciudad: Rivadavia Estadio: - Capacidad: - Liga de origen: Liga Sanjuanina de fútbol | Club Atlético Trinidad Ciudad: Trinidad Estadio: El Templo Capacidad: 15.000 Liga de origen: Liga Sanjuanina de fútbol | Club Atlético Unión Ciudad: Villa Krause Estadio: 12 de Octubre Capacidad: 4.500 Liga de origen: Liga Sanjuanina de fútbol |  |
|  | | | |  |

|        |  |  |  |
| Zona 6 |  |  |  |

| | | | |
| Club Atlético Chaco For Ever Ciudad: Resistencia Estadio: Juan Alberto García Capacidad: 30.000 Liga de origen: Liga Chaqueña de fútbol | Club Atlético Colegiales Ciudad: Concordia Estadio: - Capacidad: - Liga de origen: Liga Concordiense de Fútbol | Club Guaraní Antonio Franco Ciudad: Posadas Estadio: Clemente Argentino Fernández de Oliveira Capacidad: 12.000 Liga de origen: Liga Posadeña de fútbol | Club Atlético Paraná Ciudad: Paraná Estadio: Pedro Mutio Capacidad: 6.000 Liga de origen: Liga Paranaense de fútbol |

|  | | | |  |
|  | Club Atlético Sarmiento Ciudad: La Banda Estadio: Sarmiento Capacidad: 8.000 Liga de origen: Liga Santiagueña de Fútbol | Club Sportivo Patria Ciudad: Formosa Estadio: Antonio Romero Capacidad: 23.000 Liga de origen: Liga Formoseña de fútbol | Deportivo Textil Mandiyú Ciudad: Corrientes Estadio: No tiene Liga de origen: Liga Correntina de fútbol |  |
|  | | | |  |

|        |  |  |  |
| Zona 7 |  |  |  |

| | | | |
| Asociación Cultural y Deportiva Altos Hornos Zapla Ciudad: Palpalá Estadio: Emilio Fabrizzi Capacidad: 16.000 Liga de origen: Liga Jujeña de Fútbol | Club Atlético Concepción Ciudad: Banda del Río Salí Estadio: Atlético Concepción Capacidad: 12.000 Liga de origen: Liga Tucumana de Fútbol | Club Atlético Famaillá Ciudad: Famaillá Estadio: Estadio de Club Atlético Famaillá Capacidad: 2.000 Liga de origen: Liga Tucumana de Fútbol | Club Atlético Policial Ciudad: San Fernando del Valle de Catamarca Estadio: Liga Catamarqueña Capacidad: 6.500 Liga de origen: Liga Catamarqueña de fútbol |

|  | | | |  |
|  | Concepción Fútbol Club Ciudad: Concepción Estadio: Concepción Fútbol Club Capacidad: 15.000 Liga de origen: Liga Tucumana de Fútbol | Club Gimnasia y Tiro Ciudad: Salta Estadio: Gigante del Norte Capacidad: 32.000 Liga de origen: Liga Salteña de Fútbol | Club Atlético Talleres Ciudad: Ciudad Perico Estadio: Doctor Plinio Zabala Capacidad: 5.000 Liga de origen: Liga Jujeña de Fútbol |  |
|  | | | |  |

## Primera fase

### Zona 1
| Zona 1 | Zona 1                       | Zona 1 | Zona 1 | Zona 1 | Zona 1 | Zona 1 | Zona 1 | Zona 1 | Zona 1 |
| Equipo | Equipo                       | Pts    | PJ     | PG     | PE     | PP     | GF     | GC     | DIF    |
| ------ | ---------------------------- | ------ | ------ | ------ | ------ | ------ | ------ | ------ | ------ |
| 1      | Deportivo Roca               | 35     | 20     | 11     | 2      | 7      | 31     | 21     | 10     |
| 2      | Boca Juniors (Río Gallegos)  | 34     | 20     | 10     | 4      | 6      | 33     | 25     | 8      |
| 3      | Huracán (Comodoro Rivadavia) | 30     | 20     | 9      | 3      | 8      | 26     | 27     | -1     |
| 4      | Deportivo Madryn             | 29     | 20     | 8      | 5      | 7      | 30     | 30     | 0      |
| 5      | Cruz del Sur                 | 22     | 20     | 6      | 4      | 10     | 22     | 29     | -7     |
| 6      | Independiente (Neuquén)      | 19     | 20     | 5      | 4      | 11     | 24     | 34     | -10    |

| Huracán (C. Rivadavia)  | 1 - 1 | Boca Juniors (R. Gallegos) |
| Cruz del Sur            | 1 - 0 | Deportivo Roca             |
| Independiente (Neuquén) | 1 - 1 | Deportivo Madryn           |

| Independiente (Neuquén) | 3 - 1 | Huracán (C. Rivadavia)     |
| Deportivo Madryn        | 1 - 1 | Cruz del Sur               |
| Deportivo Roca          | 0 - 1 | Boca Juniors (R. Gallegos) |

| Huracán (C. Rivadavia)     | 1 - 0 | Deportivo Roca          |
| Boca Juniors (R. Gallegos) | 1 - 2 | Deportivo Madryn        |
| Cruz del Sur               | 2 - 1 | Independiente (Neuquén) |

| Independiente (Neuquén) | 0 - 0 | Boca Juniors (R. Gallegos) |
| Deportivo Madryn        | 1 - 2 | Deportivo Roca             |
| Cruz del Sur            | 5 - 1 | Huracán (C. Rivadavia)     |

| Huracán (C. Rivadavia)     | 2 - 1 | Deportivo Madryn        |
| Boca Juniors (R. Gallegos) | 1 - 0 | Cruz del Sur            |
| Deportivo Roca             | 3 - 1 | Independiente (Neuquén) |

| Boca Juniors (R. Gallegos) | 2 - 2 | Huracán (C. Rivadavia)  |
| Deportivo Madryn           | 2 - 1 | Independiente (Neuquén) |
| Deportivo Roca             | 2 - 1 | Cruz del Sur            |

| Boca Juniors (R. Gallegos) | 0 - 0 | Deportivo Roca          |
| Huracán (C. Rivadavia)     | 3 - 0 | Independiente (Neuquén) |
| Cruz del Sur               | 2 - 1 | Deportivo Madryn        |

| Deportivo Madryn        | 3 - 2 | Boca Juniors (R. Gallegos) |
| Deportivo Roca          | 2 - 0 | Huracán (C. Rivadavia)     |
| Independiente (Neuquén) | 0 - 0 | Cruz del Sur               |

| Huracán (C. Rivadavia)     | 0 - 1 | Cruz del Sur            |
| Boca Juniors (R. Gallegos) | 5 - 1 | Independiente (Neuquén) |
| Deportivo Roca             | 2 - 1 | Deportivo Madryn        |

| Deportivo Madryn        | 1 - 0 | Huracán (C. Rivadavia)     |
| Independiente (Neuquén) | 1 - 1 | Deportivo Roca             |
| Cruz del Sur            | 1 - 2 | Boca Juniors (R. Gallegos) |

| Huracán (C. Rivadavia)  | 3 - 1 | Boca Juniors (R. Gallegos) |
| Cruz del Sur            | 2 - 4 | Deportivo Roca             |
| Independiente (Neuquén) | 1 - 3 | Deportivo Madryn           |

| Deportivo Madryn        | 1 - 1 | Cruz del Sur               |
| Independiente (Neuquén) | 1 - 0 | Huracán (C. Rivadavia)     |
| Deportivo Roca          | 1 - 0 | Boca Juniors (R. Gallegos) |

| Huracán (C. Rivadavia)     | 1 - 0 | Deportivo Roca          |
| Boca Juniors (R. Gallegos) | 2 - 1 | Deportivo Madryn        |
| Cruz del Sur               | 1 - 0 | Independiente (Neuquén) |

| Independiente (Neuquén) | 3 - 1 | Boca Juniors (R. Gallegos) |
| Deportivo Madryn        | 1 - 4 | Deportivo Roca             |
| Cruz del Sur            | 0 - 1 | Huracán (C. Rivadavia)     |

| Huracán (C. Rivadavia)     | 1 - 1 | Deportivo Madryn        |
| Boca Juniors (R. Gallegos) | 3 - 0 | Cruz del Sur            |
| Deportivo Roca             | 1 - 0 | Independiente (Neuquén) |

| Deportivo Madryn           | 3 - 2 | Independiente (Neuquén) |
| Boca Juniors (R. Gallegos) | 1 - 4 | Huracán (C. Rivadavia)  |
| Deportivo Roca             | 3 - 0 | Cruz del Sur            |

| Huracán (C. Rivadavia)     | 2 - 0 | Independiente (Neuquén) |
| Boca Juniors (R. Gallegos) | 2 - 0 | Deportivo Roca          |
| Cruz del Sur               | 2 - 2 | Deportivo Madryn        |

| Independiente (Neuquén) | 2 - 1 | Cruz del Sur               |
| Deportivo Madryn        | 1 - 3 | Boca Juniors (R. Gallegos) |
| Deportivo Roca          | 5 - 1 | Huracán (C. Rivadavia)     |

| Huracán (C. Rivadavia)     | 2 - 0 | Cruz del Sur            |
| Boca Juniors (R. Gallegos) | 3 - 1 | Independiente (Neuquén) |
| Deportivo Roca             | 0 - 1 | Deportivo Madryn        |

| Deportivo Madryn        | 2 - 0 | Huracán (C. Rivadavia)     |
| Cruz del Sur            | 1 - 2 | Boca Juniors (R. Gallegos) |
| Independiente (Neuquén) | 5 - 1 | Deportivo Roca             |

### Zona 2
| Zona 2 | Zona 2                 | Zona 2 | Zona 2 | Zona 2 | Zona 2 | Zona 2 | Zona 2 | Zona 2 | Zona 2 |
| Equipo | Equipo                 | Pts    | PJ     | PG     | PE     | PP     | GF     | GC     | DIF    |
| ------ | ---------------------- | ------ | ------ | ------ | ------ | ------ | ------ | ------ | ------ |
| 1      | Alvarado               | 40     | 24     | 11     | 7      | 6      | 37     | 23     | 14     |
| 2      | Liniers                | 38     | 24     | 10     | 8      | 6      | 37     | 30     | 7      |
| 3      | Racing (Olavarría)     | 36     | 24     | 10     | 6      | 8      | 30     | 31     | -1     |
| 4      | Independiente (Tandil) | 33     | 24     | 9      | 6      | 9      | 31     | 28     | 3      |
| 5      | Grupo Universitario    | 29     | 24     | 8      | 5      | 11     | 33     | 36     | -3     |
| 6      | Ferro Carril Sud       | 27     | 24     | 7      | 6      | 11     | 22     | 29     | -7     |
| 7      | Bella Vista            | 27     | 24     | 7      | 6      | 11     | 28     | 41     | -13    |

| Liniers             | 0 - 0 | Bella Vista            |
| Alvarado            | 1 - 0 | Independiente (Tandil) |
| Grupo Universitario | 1 - 2 | Racing (Olavarría)     |

| Bella Vista            | 2 - 2 | Grupo Universitario |
| Racing (Olavarría)     | 2 - 0 | Ferro Carril Sud    |
| Independiente (Tandil) | 1 - 2 | Liniers             |

| Ferro Carril Sud    | 1 - 3 | Bella Vista            |
| Grupo Universitario | 1 - 1 | Independiente (Tandil) |
| Liniers             | 2 - 1 | Alvarado               |

| Alvarado               | 2 - 1 | Grupo Universitario |
| Independiente (Tandil) | 1 - 0 | Ferro Carril Sud    |
| Bella Vista            | 0 - 0 | Racing (Olavarría)  |

| Grupo Universitario | 1 - 2 | Liniers                |
| Racing (Olavarría)  | 0 - 1 | Independiente (Tandil) |
| Ferro Carril Sud    | 1 - 0 | Alvarado               |

| Alvarado               | 2 - 0 | Racing (Olavarría) |
| Independiente (Tandil) | 2 - 2 | Bella Vista        |
| Liniers                | 1 - 1 | Ferro Carril Sud   |

| Racing (Olavarría) | 3 - 0 | Liniers             |
| Bella Vista        | 0 - 2 | Alvarado            |
| Ferro Carril Sud   | 0 - 1 | Grupo Universitario |

| Independiente (Tandil) | 2 - 1 | Alvarado            |
| Racing (Olavarría)     | 3 - 2 | Grupo Universitario |
| Bella Vista            | 0 - 2 | Liniers             |

| Grupo Universitario | 2 - 1 | Bella Vista            |
| Ferro Carril Sud    | 0 - 1 | Racing (Olavarría)     |
| Liniers             | 2 - 2 | Independiente (Tandil) |

| Independiente (Tandil) | 0 - 2 | Grupo Universitario |
| Bella Vista            | 2 - 0 | Ferro Carril Sud    |
| Alvarado               | 2 - 1 | Liniers             |

| Ferro Carril Sud    | 1 - 2 | Independiente (Tandil) |
| Grupo Universitario | 0 - 0 | Alvarado               |
| Racing (Olavarría)  | 1 - 3 | Bella Vista            |

| Alvarado               | 1 - 1 | Ferro Carril Sud    |
| Liniers                | 2 - 2 | Grupo Universitario |
| Independiente (Tandil) | 2 - 0 | Racing (Olavarría)  |

| Ferro Carril Sud   | 4 - 3 | Liniers                |
| Racing (Olavarría) | 2 - 2 | Alvarado               |
| Bella Vista        | 0 - 4 | Independiente (Tandil) |

| Liniers             | 3 - 0 | Racing (Olavarría) |
| Grupo Universitario | 1 - 2 | Ferro Carril Sud   |
| Alvarado            | 4 - 1 | Bella Vista        |

| Grupo Universitario | 2 - 0 | Racing (Olavarría)     |
| Liniers             | 1 - 1 | Bella Vista            |
| Alvarado            | 2 - 1 | Independiente (Tandil) |

| Independiente (Tandil) | 0 - 1 | Liniers             |
| Bella Vista            | 2 - 0 | Grupo Universitario |
| Racing (Olavarría)     | 3 - 1 | Ferro Carril Sud    |

| Grupo Universitario | 2 - 1 | Independiente (Tandil) |
| Liniers             | 3 - 2 | Alvarado               |
| Ferro Carril Sud    | 0 - 1 | Bella Vista            |

| Bella Vista            | 1 - 1 | Racing (Olavarría)  |
| Independiente (Tandil) | 2 - 1 | Ferro Carril Sud    |
| Alvarado               | 3 - 0 | Grupo Universitario |

| Racing (Olavarría)  | 1 - 1 | Independiente (Tandil) |
| Grupo Universitario | 2 - 1 | Liniers                |
| Ferro Carril Sud    | 0 - 0 | Alvarado               |

| Liniers                | 1 - 1 | Ferro Carril Sud   |
| Independiente (Tandil) | 3 - 1 | Bella Vista        |
| Alvarado               | 1 - 1 | Racing (Olavarría) |

| Ferro Carril Sud   | 3 - 1 | Grupo Universitario |
| Bella Vista        | 1 - 4 | Alvarado            |
| Racing (Olavarría) | 2 - 1 | Liniers             |

| Racing (Olavarría)     | 3 - 5 | Grupo Universitario |
| Bella Vista            | 1 - 2 | Liniers             |
| Independiente (Tandil) | 1 - 1 | Alvarado            |

| Liniers             | 2 - 0 | Independiente (Tandil) |
| Grupo Universitario | 3 - 0 | Bella Vista            |
| Ferro Carril Sud    | 1 - 0 | Racing (Olavarría)     |

| Alvarado               | 1 - 0 | Liniers             |
| Bella Vista            | 0 - 2 | Ferro Carril Sud    |
| Independiente (Tandil) | 1 - 0 | Grupo Universitario |

| Ferro Carril Sud    | 1 - 1 | Independiente (Tandil) |
| Racing (Olavarría)  | 1 - 0 | Bella Vista            |
| Grupo Universitario | 1 - 1 | Alvarado               |

| Liniers                | 3 - 1 | Grupo Universitario |
| Independiente (Tandil) | 0 - 1 | Racing (Olavarría)  |
| Alvarado               | 2 - 0 | Ferro Carril Sud    |

| Ferro Carril Sud   | 0 - 0 | Liniers                |
| Bella Vista        | 3 - 2 | Independiente (Tandil) |
| Racing (Olavarría) | 1 - 0 | Alvarado               |

| Alvarado            | 2 - 3 | Bella Vista        |
| Liniers             | 2 - 2 | Racing (Olavarría) |
| Grupo Universitario | 0 - 1 | Ferro Carril Sud   |

### Zona 3
| Zona 3 | Zona 3                 | Zona 3 | Zona 3 | Zona 3 | Zona 3 | Zona 3 | Zona 3 | Zona 3 | Zona 3 |
| Equipo | Equipo                 | Pts    | PJ     | PG     | PE     | PP     | GF     | GC     | DIF    |
| ------ | ---------------------- | ------ | ------ | ------ | ------ | ------ | ------ | ------ | ------ |
| 1      | La Emilia              | 43     | 24     | 12     | 7      | 5      | 36     | 22     | 14     |
| 2      | Defensores de Belgrano | 42     | 24     | 11     | 9      | 4      | 44     | 22     | 22     |
| 3      | Sportivo Las Parejas   | 42     | 24     | 11     | 9      | 4      | 39     | 25     | 14     |
| 4      | Juventud Unida         | 36     | 24     | 9      | 9      | 6      | 35     | 27     | 8      |
| 5      | El Linqueño            | 35     | 24     | 10     | 5      | 9      | 35     | 30     | 5      |
| 6      | Juventud (Pergamino)   | 22     | 24     | 5      | 7      | 12     | 31     | 41     | -10    |
| 7      | Argentino (25 de Mayo) | 8      | 24     | 2      | 2      | 20     | 21     | 74     | -53    |

| El Linqueño          | 1 - 1 | Juventud Unida         |
| La Emilia            | 5 - 2 | Juventud (Pergamino)   |
| Sportivo Las Parejas | 1 - 1 | Defensores de Belgrano |

| Juventud (Pergamino)   | 0 - 2 | El Linqueño            |
| Defensores de Belgrano | 1 - 1 | La Emilia              |
| Juventud Unida         | 2 - 0 | Argentino (25 de Mayo) |

| El Linqueño            | 1 - 0 | Defensores de Belgrano |
| La Emilia              | 1 - 1 | Sportivo Las Parejas   |
| Argentino (25 de Mayo) | 1 - 4 | Juventud (Pergamino)   |

| Juventud (Pergamino)   | 1 - 1 | Juventud Unida       |
| Sportivo Las Parejas   | 0 - 0 | El Linqueño          |
| Defensores de Belgrano | 2 - 0 | Juventud (Pergamino) |

| Juventud Unida         | 2 - 2 | Defensores de Belgrano |
| El Linqueño            | 1 - 0 | La Emilia              |
| Argentino (25 de Mayo) | 0 - 1 | Sportivo Las Parejas   |

| La Emilia              | 1 - 0 | Argentino (25 de Mayo) |
| Sportivo Las Parejas   | 0 - 1 | Juventud Unida         |
| Defensores de Belgrano | 1 - 0 | Juventud (Pergamino)   |

| Juventud Unida         | 1 - 1 | La Emilia            |
| Argentino (25 de Mayo) | 1 - 3 | El Linqueño          |
| Juventud (Pergamino)   | 1 - 1 | Sportivo Las Parejas |

| Defensores de Belgrano | 1 - 2 | Sportivo Las Parejas |
| Juventud Unida         | 2 - 1 | El Linqueño          |
| Juventud (Pergamino)   | 2 - 0 | La Emilia            |

| El Linqueño            | 0 - 0 | Juventud (Pergamino)   |
| Argentino (25 de Mayo) | 1 - 0 | Juventud Unida         |
| La Emilia              | 1 - 1 | Defensores de Belgrano |

| Juventud (Pergamino)   | 3 - 1 | Argentino (25 de Mayo) |
| Defensores de Belgrano | 1 - 1 | El Linqueño            |
| Sportivo Las Parejas   | 0 - 1 | La Emilia              |

| El Linqueño            | 3 - 0 | Sportivo Las Parejas   |
| Juventud Unida         | 2 - 0 | Juventud (Pergamino)   |
| Argentino (25 de Mayo) | 0 - 2 | Defensores de Belgrano |

| Sportivo Las Parejas   | 6 - 1 | Argentino (25 de Mayo) |
| La Emilia              | 2 - 1 | El Linqueño            |
| Defensores de Belgrano | 0 - 0 | Juventud Unida         |

| Juventud Unida         | 1 - 2 | Sportivo Las Parejas   |
| Juventud (Pergamino)   | 0 - 1 | Defensores de Belgrano |
| Argentino (25 de Mayo) | 1 - 1 | La Emilia              |

| Sportivo Las Parejas | 2 - 2 | Juventud (Pergamino)   |
| El Linqueño          | 2 - 1 | Argentino (25 de Mayo) |
| La Emilia            | 1 - 0 | Juventud Unida         |

| Sportivo Las Parejas | 1 - 0 | Defensores de Belgrano |
| La Emilia            | 1 - 0 | Juventud (Pergamino)   |
| El Linqueño          | 1 - 0 | Juventud Unida         |

| Juventud (Pergamino)   | 3 - 1 | El Linqueño            |
| Juventud Unida         | 4 - 0 | Argentino (25 de Mayo) |
| Defensores de Belgrano | 1 - 1 | La Emilia              |

| El Linqueño            | 2 - 4 | Defensores de Belgrano |
| Argentino (25 de Mayo) | 4 - 3 | Juventud (Pergamino)   |
| La Emilia              | 0 - 2 | Sportivo Las Parejas   |

| Sportivo Las Parejas   | 3 - 1 | El Linqueño            |
| Defensores de Belgrano | 5 - 0 | Argentino (25 de Mayo) |
| Juventud (Pergamino)   | 1 - 1 | Juventud Unida         |

| El Linqueño            | 1 - 1 | La Emilia              |
| Argentino (25 de Mayo) | 1 - 1 | Sportivo Las Parejas   |
| Juventud Unida         | 2 - 2 | Defensores de Belgrano |

| Sportivo Las Parejas   | 2 - 2 | Juventud Unida         |
| La Emilia              | 2 - 1 | Argentino (25 de Mayo) |
| Defensores de Belgrano | 3 - 0 | Juventud (Pergamino)   |

| Juventud (Pergamino)   | 1 - 3 | Sportivo Las Parejas |
| Juventud Unida         | 2 - 1 | La Emilia            |
| Argentino (25 de Mayo) | 2 - 5 | El Linqueño          |

| Juventud (Pergamino)   | 1 - 3 | La Emilia            |
| Juventud Unida         | 2 - 1 | El Linqueño          |
| Defensores de Belgrano | 1 - 0 | Sportivo Las Parejas |

| Argentino (25 de Mayo) | 2 - 2 | Juventud Unida         |
| La Emilia              | 1 - 0 | Defensores de Belgrano |
| El Linqueño            | 2 - 1 | Juventud (Pergamino)   |

| Juventud (Pergamino)   | 2 - 1 | Argentino (25 de Mayo) |
| Defensores de Belgrano | 1 - 0 | El Linqueño            |
| Sportivo Las Parejas   | 2 - 1 | La Emilia              |

| El Linqueño            | 1 - 2 | Sportivo Las Parejas   |
| Juventud Unida         | 1 - 0 | Juventud (Pergamino)   |
| Argentino (25 de Mayo) | 2 - 8 | Defensores de Belgrano |

| Sportivo Las Parejas   | 4 - 1 | Argentino (25 de Mayo) |
| La Emilia              | 3 - 0 | El Linqueño            |
| Defensores de Belgrano | 3 - 1 | Juventud Unida         |

| Juventud Unida         | 2 - 2 | Sportivo Las Parejas   |
| Argentino (25 de Mayo) | 0 - 5 | La Emilia              |
| Juventud (Pergamino)   | 3 - 3 | Defensores de Belgrano |

| La Emilia            | 2 - 1 | Juventud Unida         |
| Sportivo Las Parejas | 1 - 1 | Juventud (Pergamino)   |
| El Linqueño          | 4 - 0 | Argentino (25 de Mayo) |

### Zona 4
| Zona 4 | Zona 4                  | Zona 4 | Zona 4 | Zona 4 | Zona 4 | Zona 4 | Zona 4 | Zona 4 | Zona 4 |
| Equipo | Equipo                  | Pts    | PJ     | PG     | PE     | PP     | GF     | GC     | DIF    |
| ------ | ----------------------- | ------ | ------ | ------ | ------ | ------ | ------ | ------ | ------ |
| 1      | Tiro Federal (Morteros) | 40     | 24     | 12     | 4      | 8      | 42     | 32     | 10     |
| 2      | 9 de Julio              | 36     | 24     | 10     | 6      | 8      | 29     | 24     | 5      |
| 3      | Ben Hur                 | 34     | 24     | 10     | 4      | 10     | 34     | 34     | 0      |
| 4      | Atenas                  | 32     | 24     | 8      | 8      | 8      | 26     | 26     | 0      |
| 5      | General Paz Juniors     | 31     | 24     | 8      | 7      | 9      | 30     | 34     | -4     |
| 6      | Atlético San Jorge      | 29     | 24     | 6      | 11     | 7      | 35     | 35     | 0      |
| 7      | Complejo Deportivo      | 27     | 24     | 7      | 6      | 11     | 26     | 37     | -11    |

| Atlético San Jorge  | 0 - 0 | Atenas                  |
| 9 de Julio          | 0 - 1 | Ben Hur                 |
| General Paz Juniors | 0 - 5 | Tiro Federal (Morteros) |

| Atenas                  | 1 - 0 | 9 de Julio         |
| Tiro Federal (Morteros) | 0 - 1 | Atlético San Jorge |
| Ben Hur                 | 3 - 1 | Complejo Deportivo |

| Atlético San Jorge | 3 - 1 | General Paz Juniors     |
| 9 de Julio         | 2 - 1 | Tiro Federal (Morteros) |
| Complejo Deportivo | 1 - 1 | Atenas                  |

| Atenas                  | 0 - 0 | Ben Hur            |
| General Paz Juniors     | 1 - 0 | 9 de Julio         |
| Tiro Federal (Morteros) | 2 - 0 | Complejo Deportivo |

| Ben Hur            | 1 - 1 | Tiro Federal (Morteros) |
| 9 de Julio         | 1 - 1 | Atlético San Jorge      |
| Complejo Deportivo | 1 - 2 | General Paz Juniors     |

| Tiro Federal (Morteros) | 3 - 1 | Atenas             |
| General Paz Juniors     | 3 - 0 | Ben Hur            |
| Atlético San Jorge      | 2 - 2 | Complejo Deportivo |

| Atenas             | 2 - 2 | General Paz Juniors |
| Ben Hur            | 2 - 1 | Atlético San Jorge  |
| Complejo Deportivo | 2 - 0 | 9 de Julio          |

| Tiro Federal (Morteros) | 1 - 0 | General Paz Juniors |
| Ben Hur                 | 0 - 1 | 9 de Julio          |
| Atenas                  | 1 - 1 | Atlético San Jorge  |

| 9 de Julio         | 0 - 1 | Atenas                  |
| Atlético San Jorge | 2 - 2 | Tiro Federal (Morteros) |
| Complejo Deportivo | 1 - 0 | Ben Hur                 |

| Atenas                  | 0 - 0 | Complejo Deportivo |
| Tiro Federal (Morteros) | 3 - 1 | 9 de Julio         |
| General Paz Juniors     | 2 - 1 | Atlético San Jorge |

| Complejo Deportivo | 1 - 0 | Tiro Federal (Morteros) |
| 9 de Julio         | 1 - 1 | General Paz Juniors     |
| Ben Hur            | 3 - 2 | Atenas                  |

| General Paz Juniors     | 1 - 1 | Complejo Deportivo |
| Tiro Federal (Morteros) | 3 - 2 | Ben Hur            |
| Atlético San Jorge      | 2 - 2 | 9 de Julio         |

| Atenas             | 2 - 1 | Tiro Federal (Morteros) |
| Ben Hur            | 2 - 1 | General Paz Juniors     |
| Complejo Deportivo | 2 - 3 | Atlético San Jorge      |

| Atlético San Jorge  | 2 - 2 | Ben Hur            |
| General Paz Juniors | 1 - 0 | Atenas             |
| 9 de Julio          | 4 - 2 | Complejo Deportivo |

| Atlético San Jorge  | 0 - 2 | Atenas                  |
| General Paz Juniors | 2 - 2 | Tiro Federal (Morteros) |
| 9 de Julio          | 1 - 0 | Ben Hur                 |

| Tiro Federal (Morteros) | 3 - 2 | Atlético San Jorge |
| Ben Hur                 | 4 - 0 | Complejo Deportivo |
| Atenas                  | 1 - 2 | 9 de Julio         |

| 9 de Julio         | 3 - 0 | Tiro Federal (Morteros) |
| Atlético San Jorge | 1 - 1 | General Paz Juniors     |
| Complejo Deportivo | 0 - 1 | Atenas                  |

| General Paz Juniors     | 1 - 1 | 9 de Julio         |
| Tiro Federal (Morteros) | 3 - 1 | Complejo Deportivo |
| Atenas                  | 1 - 0 | Ben Hur            |

| Ben Hur            | 0 - 3 | Tiro Federal (Morteros) |
| Complejo Deportivo | 2 - 0 | General Paz Juniors     |
| 9 de Julio         | 2 - 1 | Atlético San Jorge      |

| Tiro Federal (Morteros) | 0 - 0 | Atenas             |
| Atlético San Jorge      | 2 - 0 | Complejo Deportivo |
| General Paz Juniors     | 0 - 1 | Ben Hur            |

| Complejo Deportivo | 2 - 1 | 9 de Julio          |
| Atenas             | 0 - 2 | General Paz Juniors |
| Ben Hur            | 2 - 1 | Atlético San Jorge  |

| Ben Hur                 | 1 - 1 | 9 de Julio          |
| Atenas                  | 2 - 2 | Atlético San Jorge  |
| Tiro Federal (Morteros) | 3 - 2 | General Paz Juniors |

| Atlético San Jorge | 2 - 1 | Tiro Federal (Morteros) |
| 9 de Julio         | 2 - 0 | Atenas                  |
| Complejo Deportivo | 2 - 1 | Ben Hur                 |

| General Paz Juniors     | 1 - 1 | Atlético San Jorge |
| Atenas                  | 3 - 1 | Complejo Deportivo |
| Tiro Federal (Morteros) | 1 - 0 | 9 de Julio         |

| Ben Hur            | 2 - 1 | Atenas                  |
| 9 de Julio         | 2 - 0 | General Paz Juniors     |
| Complejo Deportivo | 1 - 2 | Tiro Federal (Morteros) |

| Tiro Federal (Morteros) | 1 - 3 | Ben Hur            |
| Atlético San Jorge      | 0 - 1 | 9 de Julio         |
| General Paz Juniors     | 1 - 2 | Complejo Deportivo |

| Atenas             | 3 - 1 | Tiro Federal (Morteros) |
| Ben Hur            | 1 - 3 | General Paz Juniors     |
| Complejo Deportivo | 0 - 0 | Atlético San Jorge      |

| Atlético San Jorge  | 4 - 3 | Ben Hur            |
| 9 de Julio          | 1 - 1 | Complejo Deportivo |
| General Paz Juniors | 2 - 1 | Atenas             |

### Zona 5
| Zona 5 | Zona 5                       | Zona 5 | Zona 5 | Zona 5 | Zona 5 | Zona 5 | Zona 5 | Zona 5 | Zona 5 |
| Equipo | Equipo                       | Pts    | PJ     | PG     | PE     | PP     | GF     | GC     | DIF    |
| ------ | ---------------------------- | ------ | ------ | ------ | ------ | ------ | ------ | ------ | ------ |
| 1      | Sportivo del Bono (San Juan) | 43     | 24     | 13     | 4      | 7      | 38     | 29     | 9      |
| 2      | Juventud Alianza (San Juan)  | 35     | 24     | 10     | 5      | 9      | 26     | 26     | 0      |
| 3      | Unión (Villa Krause)         | 33     | 24     | 9      | 6      | 9      | 25     | 26     | -1     |
| 4      | Gimnasia (Mendoza)           | 31     | 24     | 8      | 7      | 9      | 27     | 28     | -1     |
| 5      | Guaymallén (Mendoza)         | 30     | 24     | 7      | 9      | 8      | 21     | 21     | 0      |
| 6      | Atlético Trinidad            | 30     | 24     | 8      | 6      | 10     | 25     | 32     | -7     |
| 7      | San Martín (Mendoza)         | 28     | 24     | 7      | 7      | 10     | 31     | 31     | 0      |

|  | Clasificado a la segunda fase del torneo. |

| Juventud Alianza  | 2 - 1 | San Martín (M)    |
| Unión (VK)        | 1 - 1 | Sportivo del Bono |
| Gimnasia (M)      | 2 - 0 | Atl. Trinidad     |
| Libre: Guaymallén |       |                   |

| Atl. Trinidad       | 3 - 2 | Unión (VK)       |
| Sportivo del Bono   | 2 - 0 | Juventud Alianza |
| San Martín (M)      | 0 - 0 | Guaymallén       |
| Libre: Gimnasia (M) |       |                  |

| Guayamallén           | 2 - 1 | Sportivo del Bono |
| Juv. Alianza          | 0 - 0 | Atl. Trinidad     |
| Unión (VK)            | 1 - 0 | Gimnasia (M)      |
| Libre: San Martín (M) |       |                   |

| Atl. Trinidad     | 0 - 1 | Guaymallén     |
| Sp. del Bono      | 2 - 1 | San Martín (M) |
| Gimnasia (M)      | 1 - 2 | Juv. Alianza   |
| Libre: Unión (VK) |       |                |

| San Martín (M)           | 4 - 2 | Atl. Trinidad |
| Guaymallén               | 0 - 0 | Gimnasia (M)  |
| Juv. Alianza             | 3 - 0 | Unión (VK)    |
| Libre: Sportivo del Bono |       |               |

| Atl. Trinidad           | 0 - 1 | Sp. del Bono   |
| Unión (VK)              | 1 - 1 | Guaymallén     |
| Gimnasia (M)            | 0 - 0 | San Martín (M) |
| Libre: Juventud Alianza |       |                |

| San Martín (M)           | 2 - 1 | Unión (VK)   |
| Guaymallén               | 0 - 2 | Juv. Alianza |
| Sportivo del Bono        | 1 - 2 | Gimnasia (M) |
| Libre: Atlético Trinidad |       |              |

| San Martín (M)    | 2 - 1 | Juv. Alianza |
| Atl. Trinidad     | 1 - 2 | Gimnasia (M) |
| Sportivo del Bono | 1 - 1 | Unión (VK)   |
| Libre: Guaymallén |       |              |

| Juv. Alianza        | 0 - 1 | Sportivo del Bono |
| Unión (VK)          | 2 - 0 | Atl. Trinidad     |
| Guaymallén          | 1 - 0 | San Martín (M)    |
| Libre: Gimnasia (M) |       |                   |

| Atl. Trinidad         | 0 - 1 | Juv. Alianza |
| Sportivo del Bono     | 1 - 0 | Guaymallén   |
| Gimnasia (M)          | 0 - 1 | Unión (VK)   |
| Libre: San Martín (M) |       |              |

| Juv. Alianza      | 1 - 0 | Gimnasia (M)      |
| Guaymallén        | 1 - 2 | Atl. Trinidad     |
| San Martín (M)    | 1 - 2 | Sportivo del Bono |
| Libre: Unión (VK) |       |                   |

| Atl. Trinidad            | 1 - 0 | San Martín (M) |
| Gimnasia (M)             | 0 - 1 | Guaymallén     |
| Unión (VK)               | 0 - 1 | Juv. Alianza   |
| Libre: Sportivo del Bono |       |                |

| San Martín (M)      | 1 - 1 | Gimnansia (M) |
| Guaymallén          | 0 - 1 | Unión (VK)    |
| Sportivo del Bono   | 1 - 2 | Atl. Trinidad |
| Libre: Juv. Alianza |       |               |

| Gimnasia (M)             | 2 - 3 | Sportivo del Bono |
| Unión (VK)               | 1 - 0 | San Martín (M)    |
| Juv. Alianza             | 0 - 0 | Guayamllén        |
| Libre: Atlético Trinidad |       |                   |

| Juv. Alianza      | 0 - 2 | San Martín (M)    |
| Gimnasia (M)      | 0 - 1 | Atl. Trinidad     |
| Unión (VK)        | 2 - 1 | Sportivo del Bono |
| Libre: Guaymallén |       |                   |

| Atl. Trinidad       | 1 - 1 | Unión (VK)   |
| Sportivo del Bono   | 2 - 0 | Juv. Alianza |
| San Martín (M)      | 1 - 1 | Guaymallén   |
| Libre: Gimnasia (M) |       |              |

| Guaymallén            | 0 - 1 | Sportivo del Bono |
| Juv. Alianza          | 3 - 1 | Atl. Trinidad     |
| Unión (VK)            | 0 - 1 | Gimnasia (M)      |
| Libre: San Martín (M) |       |                   |

| Atl. Trinidad     | 2 - 1 | Guaymallén     |
| Gimnasia (M)      | 2 - 1 | Juv. Alianza   |
| Sportivo del Bono | 1 - 4 | San Martín (M) |
| Libre: Unión (VK) |       |                |

| San Martín (M) | 2 - 1 | Atl. Trinidad |
| Guaymallén     | 2 - 3 | Gimnasia (M)  |
| Juv. Alianza   | 0 - 1 | Unión (VK)    |
| Libre:         |       |               |

| Unión (VK)          | 2 - 1 | Guaymallén        |
| Atl. Trinidad       | 2 - 2 | Sportivo del Bono |
| Gimnasia (M)        | 2 - 0 | San Martín (M)    |
| Libre: Juv. Alianza |       |                   |

| Guaymallén               | 1 - 1 | Juv. Alianza |
| San Martín (M)           | 0 - 2 | Unión (VK)   |
| Sportivo del Bono        | 2 - 3 | Gimnasia (M) |
| Libre: Atlético Trinidad |       |              |

| Atl. Trinidad     | 1 - 1 | Gimnasia (M) |
| Sportivo del Bono | 2 - 0 | Unión (VK)   |
| San Martín (M)    | 1 - 1 | Juv. Alianza |
| Libre: Guaymallén |       |              |

| Unión (VK)          | 1 - 2 | Atl. Trinidad     |
| Juv. Alianza        | 2 - 4 | Sportivo del Bono |
| Guaymallén          | 2 - 1 | San Martín (M)    |
| Libre: Gimnasia (M) |       |                   |

| Atl. Trinidad         | 1 - 1 | Juv. Alianza |
| Sportivo del Bono     | 0 - 0 | Guaymallén   |
| Gimnasia (M)          | 1 - 1 | Unión (VK)   |
| Libre: San Martín (M) |       |              |

| Juv. Alianza      | 3 - 1 | Gimnasia (M)      |
| Guaymallén        | 0 - 0 | Atl. Trinidad     |
| San Martín (M)    | 2 - 4 | Sportivo del Bono |
| Libre: Unión (VK) |       |                   |

| Atl. Trinidad            | 0 - 3 | San Martín (M) |
| Gimnasia (M)             | 2 - 2 | Guaymallén     |
| Unión (VK)               | 0 - 1 | Juv. Alianza   |
| Libre: Sportivo del Bono |       |                |

| Guaymallén          | 2 - 0 | Unión (VK)    |
| San Martín (M)      | 1 - 1 | Gimnasia (M)  |
| Sportivo del Bono   | 0 - 2 | Atl. Trinidad |
| Libre: Juv. Alianza |       |               |

| Unión (VK)               | 2 - 2 | San Martín (M)    |
| Juv. Alianza             | 0 - 2 | Guaymallén        |
| Gimnasia (M)             | 0 - 2 | Sportivo del Bono |
| Libre: Atlético Trinidad |       |                   |

### Zona 6
| Zona 6 | Zona 6                      | Zona 6 | Zona 6 | Zona 6 | Zona 6 | Zona 6 | Zona 6 | Zona 6 | Zona 6 |
| Equipo | Equipo                      | Pts    | PJ     | PG     | PE     | PP     | GF     | GC     | DIF    |
| ------ | --------------------------- | ------ | ------ | ------ | ------ | ------ | ------ | ------ | ------ |
| 1      | Atlético Paraná             | 44     | 24     | 13     | 5      | 6      | 38     | 28     | 10     |
| 2      | Chaco For Ever              | 38     | 24     | 10     | 8      | 6      | 25     | 18     | 7      |
| 3      | Sarmiento (Sgo. del Estero) | 34     | 24     | 9      | 7      | 8      | 28     | 29     | -1     |
| 4      | Sportivo Patria             | 30     | 24     | 8      | 6      | 10     | 29     | 33     | -4     |
| 5      | Colegiales (Concordia)      | 29     | 24     | 8      | 5      | 11     | 17     | 25     | -8     |
| 6      | Textil Mandiyú              | 28     | 24     | 7      | 7      | 10     | 21     | 22     | -1     |
| 7      | Guaraní Antonio Franco      | 27     | 24     | 7      | 6      | 11     | 30     | 33     | -3     |

### Zona 7
| Zona 7 | Zona 7              | Zona 7 | Zona 7 | Zona 7 | Zona 7 | Zona 7 | Zona 7 | Zona 7 | Zona 7 |
| Equipo | Equipo              | Pts    | PJ     | PG     | PE     | PP     | GF     | GC     | DIF    |
| ------ | ------------------- | ------ | ------ | ------ | ------ | ------ | ------ | ------ | ------ |
| 1      | Gimnasia y Tiro     | 50     | 24     | 14     | 8      | 2      | 41     | 20     | 21     |
| 2      | Concepción          | 37     | 24     | 11     | 4      | 9      | 30     | 30     | 0      |
| 3      | Talleres (Perico)   | 34     | 24     | 10     | 4      | 10     | 33     | 32     | 1      |
| 4      | Altos Hornos Zapla  | 29     | 24     | 8      | 5      | 11     | 28     | 28     | 0      |
| 5      | Atlético Policial   | 28     | 24     | 7      | 7      | 10     | 20     | 28     | -8     |
| 6      | Atlético Concepción | 26     | 24     | 6      | 8      | 10     | 23     | 30     | -7     |
| 7      | Atlético Famaillá   | 26     | 24     | 6      | 8      | 10     | 20     | 27     | -7     |

|  | Equipos clasificados a la segunda fase. |

## Segunda fase

### Zona A
| Zona A | Zona A                      | Zona A | Zona A | Zona A | Zona A | Zona A | Zona A | Zona A | Zona A |
| Equipo | Equipo                      | Pts    | PJ     | PG     | PE     | PP     | GF     | GC     | DIF    |
| ------ | --------------------------- | ------ | ------ | ------ | ------ | ------ | ------ | ------ | ------ |
| 1      | Boca Juniors (Río Gallegos) | 10     | 6      | 3      | 1      | 2      | 9      | 8      | 1      |
| 2      | Deportivo Roca              | 9      | 6      | 2      | 3      | 1      | 8      | 7      | 1      |
| 3      | Alvarado                    | 8      | 6      | 2      | 2      | 2      | 9      | 6      | 3      |
| 4      | Liniers                     | 6      | 6      | 2      | 0      | 4      | 9      | 14     | -5     |

### Zona B
| Zona B | Zona B               | Zona B | Zona B | Zona B | Zona B | Zona B | Zona B | Zona B | Zona B |
| Equipo | Equipo               | Pts    | PJ     | PG     | PE     | PP     | GF     | GC     | DIF    |
| ------ | -------------------- | ------ | ------ | ------ | ------ | ------ | ------ | ------ | ------ |
| 1      | Sportivo Las Parejas | 11     | 6      | 3      | 2      | 1      | 15     | 8      | 7      |
| 2      | Racing (Olavarría)   | 7      | 5      | 2      | 1      | 2      | 5      | 6      | -1     |
| 3      | Juventud Alianza     | 7      | 6      | 2      | 1      | 3      | 5      | 8      | -3     |
| 4      | Sportivo del Bono    | 5      | 5      | 1      | 2      | 2      | 5      | 8      | -3     |

### Zona C
| Zona C | Zona C                 | Zona C | Zona C | Zona C | Zona C | Zona C | Zona C | Zona C | Zona C |
| Equipo | Equipo                 | Pts    | PJ     | PG     | PE     | PP     | GF     | GC     | DIF    |
| ------ | ---------------------- | ------ | ------ | ------ | ------ | ------ | ------ | ------ | ------ |
| 1      | Defensores de Belgrano | 14     | 6      | 4      | 2      | 0      | 12     | 4      | 8      |
| 2      | Chaco For Ever         | 10     | 6      | 3      | 1      | 2      | 6      | 6      | 0      |
| 3      | La Emilia              | 6      | 6      | 2      | 0      | 4      | 8      | 9      | -1     |
| 4      | Atlético Paraná        | 4      | 6      | 1      | 1      | 4      | 2      | 9      | -7     |

### Zona D
| Zona D | Zona D                  | Zona D | Zona D | Zona D | Zona D | Zona D | Zona D | Zona D | Zona D |
| Equipo | Equipo                  | Pts    | PJ     | PG     | PE     | PP     | GF     | GC     | DIF    |
| ------ | ----------------------- | ------ | ------ | ------ | ------ | ------ | ------ | ------ | ------ |
| 1      | Gimnasia y Tiro         | 13     | 6      | 4      | 1      | 1      | 13     | 4      | 9      |
| 2      | Tiro Federal (Morteros) | 11     | 6      | 3      | 2      | 1      | 10     | 9      | 1      |
| 3      | Concepción              | 6      | 6      | 2      | 0      | 4      | 6      | 15     | -9     |
| 4      | 9 de Julio              | 4      | 6      | 1      | 1      | 4      | 8      | 9      | -1     |

|  | Equipos clasificados a la tercera fase. |

## Tercera y Cuarta fase

### Tercera fase

#### Ascenso 1
| Partido 1 | Partido 1 | Partido 1                   | Partido 1                 | Partido 1  | Partido 1  |
| Local | Resultado | Visitante                   | Estadio                   | Fecha      | Hora UTC-3 |
| --- | --------- | --------------------------- | ------------------------- | ---------- | ---------- |
| Racing (Olavarría) | 3 - 1     | Boca Juniors (Río Gallegos) | Estadio Racing (O)        | 29 de mayo | 15:00      |
| Boca Juniors (Río Gallegos)                                                                                              | 2 - 0     | Racing (Olavarría)          | Estadio Boca Río Gallegos | 4 de junio | 15:00      |
| Racing (Olavarría) obtuvo el pasaje a la cuarta fase tras empatar en el global 3 - 3 y ganar 10 - 9 en tanda de penales. |           |                             |                           |            |            |

| Partido 2                                                                      | Partido 2 | Partido 2            | Partido 2            | Partido 2  | Partido 2  |
| Local                                                                          | Resultado | Visitante            | Estadio              | Fecha      | Hora UTC-3 |
| ------------------------------------------------------------------------------ | --------- | -------------------- | -------------------- | ---------- | ---------- |
| Deportivo Roca                                                                 | 1 - 0     | Sportivo Las Parejas | Progresista de Allen | 29 de mayo | 15:30      |
| Sportivo Las Parejas                                                           | 1 - 1     | Deportivo Roca       | Parrera              | 5 de junio | 15:30      |
| Deportivo Roca obtuvo el pasaje a la cuarta fase tras ganar en el global 2 - 1 |           |                      |                      |            |            |

#### Ascenso 2
| Partido 1                                                                        | Partido 1 | Partido 1       | Partido 1           | Partido 1  | Partido 1  |
| Local                                                                            | Resultado | Visitante       | Estadio             | Fecha      | Hora UTC-3 |
| -------------------------------------------------------------------------------- | --------- | --------------- | ------------------- | ---------- | ---------- |
| Chaco For Ever                                                                   | 1 - 1     | Gimnasia y Tiro | Juan Alberto García | 29 de mayo | 16:00      |
| Gimnasia y Tiro                                                                  | 2 - 1     | Chaco For Ever  | Gigante del Norte   | 5 de junio | 16:30      |
| Gimnasia y Tiro obtuvo el pasaje a la cuarta fase tras ganar en el global 3 - 2. |           |                 |                     |            |            |

| Partido 2                                                                              | Partido 2 | Partido 2               | Partido 2                                 | Partido 2  | Partido 2  |
| Local                                                                                  | Resultado | Visitante               | Estadio                                   | Fecha      | Hora UTC-3 |
| -------------------------------------------------------------------------------------- | --------- | ----------------------- | ----------------------------------------- | ---------- | ---------- |
| Tiro Federal (Morteros)                                                                | 1 - 1     | Defensores de Belgrano  | Estadio Tiro Federal Morteros             | 30 de mayo | 21:00      |
| Defensores de Belgrano                                                                 | 3 - 1     | Tiro Federal (Morteros) | Estadio Defensores de Belgrano de Ramallo | 5 de junio | 15:30      |
| Defensores de Belgrano obtuvo el pasaje a la cuarta fase tras ganar en el global 4 - 2 |           |                         |                                           |            |            |

### Cuarta fase
| Ascenso 1 | Ascenso 1 | Ascenso 1          | Ascenso 1            | Ascenso 1   | Ascenso 1  |
| Local | Resultado | Visitante          | Estadio              | Fecha       | Hora UTC-3 |
| --- | --------- | ------------------ | -------------------- | ----------- | ---------- |
| Deportivo Roca | 1 - 1     | Racing (Olavarría) | Progresista de Allen | 19 de junio | 15:40      |
| Racing (Olavarría) | 0 - 0     | Deportivo Roca     | Estadio Racing (O)   | 22 de junio | 21:11      |
| Racing (Olavarría) obtuvo el ascenso al Torneo Argentino A tras empatar en el global 1 - 1 y ganar 5 - 4 en tanda de penales. |           |                    |                      |             |            |

| Ascenso 2                                                                             | Ascenso 2 | Ascenso 2              | Ascenso 2                                                                                  | Ascenso 2   | Ascenso 2  |
| Local                                                                                 | Resultado | Visitante              | Estadio                                                                                    | Fecha       | Hora UTC-3 |
| ------------------------------------------------------------------------------------- | --------- | ---------------------- | ------------------------------------------------------------------------------------------ | ----------- | ---------- |
| Gimnasia y Tiro                                                                       | 3 - 0     | Defensores de Belgrano | Gigante del Norte                                                                          | 12 de junio | 16:00      |
| Defensores de Belgrano                                                                | 0 - 1     | Gimnasia y Tiro        | Estadio Defensores de Belgrano de Ramallo (SE JUGO EN CANCHA DE DOUGLAS HAIG DE PERGAMINO) | 20 de junio | 15:30      |
| Gimnasia y Tiro obtuvo el ascenso al Torneo Argentino A tras ganar en el global 4 - 0 |           |                        |                                                                                            |             |            |

## Promociones

### Promociones Torneo Argentino A - Torneo Argentino B
| Deportivo Roca                                    | 0 - 3 | Alumni         | Luis Maiolino  | 26 de junio de 2011 |  |
| Alumni                                            | 2 - 3 | Deportivo Roca | Miguel Morales | 30 de junio de 2011 |  |
| Alumni conservó la categoría con un global de 5-3 |       |                |                |                     |  |

| Defensores de Belgrano (VR)                                                | 1 - 0 | Estudiantes (RC)            | Salomón Boeseldín    | 26 de junio de 2011 |  |
| Estudiantes (RC)                                                           | 0 - 2 | Defensores de Belgrano (VR) | Ciudad de Río Cuarto | 30 de junio de 2011 |  |
| Defensores de Belgrano ascendió al Torneo Argentino A con un global de 3-0 |       |                             |                      |                     |  |

## Tabla de descenso
| Equipo | Equipo                       | Pts | PJ | Prom  |
| ------ | ---------------------------- | --- | -- | ----- |
| 1      | Gimnasia y Tiro              | 50  | 24 | 2,083 |
| 2      | Atlético Paraná              | 44  | 24 | 1,833 |
| 3      | Sportivo del Bono            | 43  | 24 | 1,791 |
| 4      | La Emilia                    | 43  | 24 | 1,791 |
| 5      | Deportivo Roca               | 35  | 20 | 1,750 |
| 6      | Sportivo Las Parejas         | 42  | 24 | 1,750 |
| 7      | Defensores de Belgrano       | 42  | 24 | 1,750 |
| 8      | Boca Juniors (Río Gallegos)  | 34  | 20 | 1,700 |
| 9      | Alvarado                     | 40  | 24 | 1,667 |
| 10     | Tiro Federal (Morteros)      | 40  | 24 | 1,667 |
| 11     | Chaco For Ever               | 38  | 24 | 1,583 |
| 12     | Liniers                      | 38  | 24 | 1,583 |
| 13     | Concepción                   | 37  | 24 | 1,541 |
| 14     | Huracán (Comodoro Rivadavia) | 30  | 20 | 1,500 |
| 15     | 9 de Julio                   | 36  | 24 | 1,500 |
| 16     | Juventud Unida               | 36  | 24 | 1,500 |
| 17     | Racing (Olavarría)           | 36  | 24 | 1,500 |
| 18     | Juventud Alianza             | 35  | 24 | 1,458 |
| 19     | El Linqueño                  | 35  | 24 | 1,458 |
| 20     | Deportivo Madryn             | 29  | 20 | 1,450 |
| 21     | Ben Hur                      | 34  | 24 | 1,416 |
| 22     | Talleres (Perico)            | 34  | 24 | 1,416 |
| 23     | Sarmiento (Sgo. del Estero)  | 34  | 24 | 1,416 |
| 24     | Unión (Villa Krause)         | 33  | 24 | 1,375 |
| 25     | Independiente (Tandil)       | 33  | 24 | 1,375 |
| 26     | Atenas                       | 32  | 24 | 1,333 |
| 27     | Gimnasia (Mendoza)           | 31  | 24 | 1,291 |
| 28     | General Paz Juniors          | 31  | 24 | 1,291 |
| 29     | Sportivo Patria              | 30  | 24 | 1,250 |
| 30     | Trinidad                     | 30  | 24 | 1,250 |
| 31     | Guaymallén                   | 30  | 24 | 1,250 |
| 32     | Grupo Universitario          | 29  | 24 | 1,208 |
| 33     | Altos Hornos Zapla           | 29  | 24 | 1,208 |
| 34     | Colegiales (Concordia)       | 29  | 24 | 1,208 |
| 35     | Atlético San Jorge           | 29  | 24 | 1,208 |
| 36     | Atlético Policial            | 28  | 24 | 1,166 |
| 37     | Textil Mandiyú               | 28  | 24 | 1,166 |
| 38     | San Martín (Mendoza)         | 28  | 24 | 1,166 |
| 39     | Guaraní Antonio Franco       | 27  | 24 | 1,125 |
| 40     | Complejo Deportivo           | 27  | 24 | 1,125 |
| 41     | Ferro Carril Sud             | 27  | 24 | 1,125 |
| 42     | Bella Vista                  | 27  | 24 | 1,125 |
| 43     | Cruz del Sur                 | 22  | 20 | 1,100 |
| 44     | Atlético Famaillá            | 26  | 24 | 1,083 |
| 45     | Atlético Concepción          | 26  | 24 | 1,083 |
| 46     | Independiente (Neuquén)      | 19  | 20 | 0,950 |
| 47     | Juventud (Pergamino)         | 22  | 24 | 0,916 |
| 48     | Argentino (25 de Mayo)       | 8   | 24 | 0,333 |

|  | Los equipos que ocupen esta posición jugarían una promoción con un equipo de la Torneo del Interior a final de temporada. |
|  | Los equipos que ocupen esta posición descenderán a la categoría Torneo del Interior a final de temporada.                 |

## Goleadores
| Jugador | Jugador           | Equipo                 | Goles | Goles | Goles | Goles | Goles |
| Jugador | Jugador           | Equipo                 | J     | C     | T     | P     | Total |
| ------- | ----------------- | ---------------------- | ----- | ----- | ----- | ----- | ----- |
| 1       | Diego Nuñez       | Gimnasia y Tiro        | 22    | 0     | 0     | 0     | 22    |
| 2       | Matías Benítez    | Defensores de Belgrano | 16    | 0     | 0     | 0     | 16    |
| 3       | Juan José Weissen | Juventud Unida         | 12    | 0     | 0     | 3     | 15    |
| 3       | Daniel Juárez     | Guaraní Antonio Franco | 14    | 0     | 0     | 1     | 15    |
| 5       | Julio Acosta      | Liniers                | 9     | 0     | 0     | 5     | 14    |
| 5       | Ezequiel Gaviglio | General Paz Juniors    | 14    | 0     | 0     | 0     | 14    |